# Samsung Galaxy Grand Neo
El Samsung Galaxy Grand Neo es un teléfono inteligente fabricado por Samsung y lanzado en enero de 2014, su sistema operativo es Android v4.2 Jelly Bean. Pertenece a la línea de teléfonos inteligentes de gama media Samsung Galaxy Core/Grand, anunciados entre los años 2013 y 2015. Samsung lanzó en enero de 2015 el sucesor del Grand Neo, el Samsung Galaxy Grand Neo Plus, con la única diferencia de que el sistema operativo del Grand Neo Plus es Android v4.4.4 KitKat.

## Características

#### Pantalla
La pantalla del Samsung Galaxy Grand Neo tiene un tamaño de 5 pulgadas y su resolución es de 480x800. Hablamos de una pantalla TFT. La densidad de píxeles, que se mide en puntos por pulgada, es de 186 ppp.

#### Cámara
La cámara trasera tiene una resolución de 5 MP. Cuenta además con Flash LED. En cuanto a vídeo, es capaz de grabar a resolución HD 720p, y la cámara frontal es VGA.

#### Apariencia física
Mide 143.70 mm de ancho, 77.10 mm de alto y 9.60 mm de grosor. También es importante el peso, que en el caso de este modelo es de 163 g.

#### Hardware
Su procesador es un Cortex-A7 de 4 núcleos que alcanza una velocidad de reloj de 1.2 GHz, con 1 GB de memoria RAM, 8 GB de memoria interna para almacenamiento de archivos, apps y datos. La memoria de almacenamiento se puede ampliar vía microSD hasta de 64 GB.

#### Software
Su sistema operativo es Android v4.2 Jelly Bean, actualmente no se dispone de una actualización.